# 26P/Grigg-Skjellerup
26P/Grigg-Skjellerup (sau Cometa Grigg-Skjellerup) este o cometă periodică, care a fost vizitată de sonda spațială Giotto.

## Descoperirea cometei
Cometa fusese descoperită de Jean-Louis Pons în 1808, apoi, după aproape un secol, a fost redescoperită în 1902 de către John Grigg, și redescoperită, din nou, în 1922 de către John Francis Skjellerup.
În 1972 au fost descoperite Pi Puppidele, o ploaie de meteori asociată trecerii la periheliu a acestei comete.
Într-un târziu, în 1987, astronomul slovac Ľubor Kresák a descoperit că 26P/Grigg-Skjellerup este cometa observată, în 1808, de astronomul francez Jean-Louis Pons.
În anul 2003 a fost descoperit un mineral necunoscut pe Pământ, siliciura de mangan, identificat pentru prima dată în praful ieșit din coada cometei, a cărei orbită a traversat stratosfera terestră, în aprilie 2003.

## Ploi de meteori
În 1972 s-a descoperit că această cometă este responsabilă a ploii de meteori a Pi Puppidelor, care apar în jurul lui 23 aprilie; această ploaie de meteori este observabilă doar din Emisfera sudică, fiind mai intensă în anii în care cometa trece la periheliu.

## Ultimele perihelii
Revenirea cometei din 2002 (cu periheliul estimat pentru data de 8 octombrie 2002) a fost defavorabilă și nu au fost făcute observații ale astrului.
Ultimele perihelii ale cometei au fost la 6 iulie 2013 și la 23 martie 2008.

## Următorul periheliu
Următorul periheliu va avea loc la 1 octombrie 2018.

## Survolată de sonda spațială Giotto
Cometa a fost survolată de sonda spațială Giotto, la 10 iulie 1992, la o distanță de 200 de kilometri, cu viteza de 13,99 km/s. Nicio fotografie nu a putut fi luată din cauză că obiectivul foto a fost deteriorat de impactul firicelelor de praf în timpul survolării Cometei Halley.
Totuși întâlnirea a constituit un succes și a permis culegerea unor numeroase informații despre mediul din vecinătatea unei comete.
Totodată sonda a constatat o ușoară divizare a nucleului cometar, o mică bucată detașându-se de cometă.